# Espace européen de la recherche
Pour les articles homonymes, voir EER.
L’Espace européen de la recherche (EER mais plus connu sous l'acronyme anglais ERA - European Research Area) est un concept créé par la Communauté européenne pour décrire sa politique en matière de recherche et d'innovation. Son but est de promouvoir une approche unifiée de la recherche de la part de la Communauté européenne élargie par rapport aux programmes strictement nationaux.
L'incitation à un accroissement de la coopération en recherche de la part de la Commission Européenne commence en 1984. La définition de l'EER est un pas supplémentaire qui dépasse le concept de coopération et parle d'intégration. Il est aussi un instrument pour mettre en place la Stratégie de Lisbonne. L'EER a été lancé avec le Sixième programme-cadre et a été renforcé dans le Septième programme-cadre.
La brochure de présentation[réf. nécessaire] le décrit comme un « marché commun » pour la recherche.

## À l’origine de l’EER
En janvier 2000, la Commission a adopté une communication proposant la création d’un Espace Européen de la Recherche (EER). Philippe Busquin, commissaire européen à la recherche entre 1999 et 2004, y dresse un bilan sévère de l'état de la recherche européenne : « En Europe, la situation de la recherche est préoccupante, » écrit-il avant de détailler son diagnostic :
- Des financements insuffisants.
- Une incapacité à valoriser économiquement un fort potentiel scientifique.
- Une « fragmentation des efforts [et un] isolement [et] cloisonnement des systèmes nationaux de recherche »

Cette communication souligne notamment la nécessité d’introduire une dimension européenne dans les carrières scientifiques et de disposer de ressources humaines plus abondantes et plus mobiles. Par la suite, les Conseils européens de printemps (Lisbonne en 2000, Stockholm en 2001, Barcelone en 2002 et Bruxelles en 2003) ont entériné l’EER et défini une série d’objectifs stratégiques, dont les principaux sont définis à Lisbonne.
En 2001 Philippe Busquin explique que l’objectif de cette initiative est de faire que l’EER soit pour la recherche européenne ce que le marché unique fut pour les échanges commerciaux

## Les étapes

### La stratégie de Lisbonne
La MOC est définie au sommet de Lisbonne, dans le paragraphe 37 des conclusions de la présidence :
« La mise en œuvre de l'objectif stratégique sera facilitée par le recours à une nouvelle méthode ouverte de coordination permettant de diffuser les meilleures pratiques et d'assurer une plus grande convergence au regard des principaux objectifs de l'UE. Conçue pour aider les États membres à développer progressivement leurs propres politiques, cette méthode consiste à :
- définir des lignes directrices pour l'Union, assorties de calendriers spécifiques pour réaliser les objectifs à court, moyen et long terme fixés par les États membres ;
- établir, le cas échéant, des indicateurs quantitatifs et qualitatifs et des critères d'évaluation par rapport aux meilleures performances mondiales, qui soient adaptés aux besoins des différents États membres et des divers secteurs, de manière à pouvoir comparer les meilleures pratiques ;
- traduire ces lignes directrices européennes en politiques nationales et régionales en fixant des objectifs spécifiques et en adoptant des mesures qui tiennent compte des diversités nationales et régionales ;
- procéder périodiquement à un suivi, une évaluation et un examen par les pairs, ce qui permettra à chacun d'en tirer des enseignements. »[3]

## Compléments